# Ragnhild Aamodt
Ragnhild Aamodt (Sarpsborg, 9 de setembro de 1980) é uma handebolista profissional norueguesa, campeã olímpica.